# NEA Jazz Masters Fellowship
Le NEA Jazz Masters Fellowship est une récompense remise tous les ans depuis 1982 par le National Endowment for the Arts (NEA) à des musiciens de jazz à la carrière établie en reconnaissance de leur œuvre.

## Historique
En 1982, le NEA crée l'American Jazz Master Fellowship, devenu par la suite le NEA Jazz Masters Fellowship. En 2011, le NEA a depuis la création du prix décerné 124 Jazz Masters. Le prix n'est jamais décerné de façon posthume. De plus les récipiendaires doivent être citoyens des États-Unis ou y habiter de façon permanente. Les artistes sont choisis par le public puis la liste des nommés est passée en revue par des experts en jazz et est ensuite proposée au comité du NEA et à son chairman. Ils reçoivent chacun un prix de 20 000 dollars qui est passé en 2005 à 25 000 dollars. Depuis 2008, la cérémonie de récompense a lieu au Jazz at Lincoln Center. Un concert y est organisé et les lauréats ont la possibilité de jouer avec l'orchestre du Jazz at Lincoln Center.
Le prix récompense également des personnalités du jazz, comme George Wein (2005), fondateur du Festival de jazz de Newport, le producteur Orrin Keepnews (2010) ou encore les critiques de jazz Nat Hentoff (2004) et Dan Morgenstern (2007).

## Liste desJazz Masters

### Années 1980
| Année | Artiste          | Spécialité                  | Notes | Lauréat |
| ----- | ---------------- | --------------------------- | ----- | ------- |
| 1982  | Roy Eldridge     | trompette                   |       |         |
| 1982  | Dizzy Gillespie  | trompette                   |       |         |
| 1982  | Sun Ra           | piano                       |       |         |
| 1983  | Count Basie      | piano                       |       |         |
| 1983  | Kenny Clarke     | batterie                    |       |         |
| 1983  | Sonny Rollins    | saxophone ténor             |       |         |
| 1984  | Ornette Coleman  | saxophone                   |       |         |
| 1984  | Miles Davis      | trompette                   |       |         |
| 1984  | Max Roach        | batterie                    |       |         |
| 1985  | Gil Evans        | piano                       |       |         |
| 1985  | Ella Fitzgerald  | voix                        |       |         |
| 1985  | Jo Jones         | batterie                    |       |         |
| 1986  | Benny Carter     | trompette, saxophone        |       |         |
| 1986  | Dexter Gordon    | saxophone                   |       |         |
| 1986  | Teddy Wilson     | piano                       |       |         |
| 1987  | Cleo Patra Brown | piano                       |       |         |
| 1987  | Melba Liston     | trombone                    |       |         |
| 1987  | Jay McShann      | piano                       |       |         |
| 1988  | Art Blakey       | batterie                    |       |         |
| 1988  | Lionel Hampton   | vibraphone, batterie, piano |       |         |
| 1988  | Billy Taylor     | piano                       |       |         |
| 1989  | Barry Harris     | piano                       |       |         |
| 1989  | Hank Jones       | piano                       |       |         |
| 1989  | Sarah Vaughan    | voix                        |       |         |

### Années 1990
| Année | Artiste         | Spécialité      | Notes | Lauréat |
| ----- | --------------- | --------------- | ----- | ------- |
| 1990  | George Russell  | piano           |       |         |
| 1990  | Cecil Taylor    | piano           |       |         |
| 1990  | Gerald Wilson   | trompette       |       |         |
| 1991  | Danny Barker    | banjo, guitare  |       |         |
| 1991  | Buck Clayton    | trompette       |       |         |
| 1991  | Andy Kirk       | saxophone, tuba |       |         |
| 1991  | Clark Terry     | trompette       |       |         |
| 1992  | Betty Carter    | voix            |       |         |
| 1992  | Dorothy Donegan | piano           |       |         |
| 1992  | Sweets Edison   | trompette       |       |         |
| 1993  | Milton Hinton   | contrebasse     |       |         |
| 1993  | Jon Hendricks   | voix            |       |         |
| 1993  | Joe Williams    | voix            |       |         |
| 1994  | Louie Bellson   | batterie        |       |         |
| 1994  | Ahmad Jamal     | piano           |       |         |
| 1994  | Carmen McRae    | voix            |       |         |
| 1995  | Ray Brown       | contrebasse     |       |         |
| 1995  | Roy Haynes      | batterie        |       |         |
| 1995  | Horace Silver   | piano           |       |         |
| 1996  | Tommy Flanagan  | piano           |       |         |
| 1996  | J. J. Johnson   | trombone        |       |         |
| 1996  | Benny Golson    | saxophone       |       |         |
| 1997  | Billy Higgins   | batterie        |       |         |
| 1997  | Milt Jackson    | vibraphone      |       |         |
| 1997  | Anita O'Day     | Chant           |       |         |
| 1998  | Ron Carter      | contrebasse     |       |         |
| 1998  | James Moody     | saxophone       |       |         |
| 1998  | Wayne Shorter   | saxophone       |       |         |
| 1999  | Dave Brubeck    | piano           |       |         |
| 1999  | Art Farmer      | saxophone       |       |         |
| 1999  | Joe Henderson   | saxophone       |       |         |

### Années 2000
| Année | Artiste               | Spécialité                    | Notes | Lauréat |
| ----- | --------------------- | ----------------------------- | ----- | ------- |
| 2000  | David Baker           | chef d'orchestre              |       |         |
| 2000  | Donald Byrd           | trompette                     |       |         |
| 2000  | Marian McPartland     | piano                         |       |         |
| 2001  | John Lewis            | piano                         |       |         |
| 2001  | Jackie McLean         | saxophone                     |       |         |
| 2001  | Randy Weston          | piano                         |       |         |
| 2002  | Frank Foster          | saxophone                     |       |         |
| 2002  | Percy Heath           | contrebasse                   |       |         |
| 2002  | McCoy Tyner           | piano                         |       |         |
| 2002  | Jimmy Heath           | saxophone                     |       |         |
| 2002  | Elvin Jones           | batterie                      |       |         |
| 2002  | Abbey Lincoln         | voix                          |       |         |
| 2004  | Jim Hall              | guitare                       |       |         |
| 2004  | Chico Hamilton        | batterie                      |       |         |
| 2004  | Herbie Hancock        | piano                         |       |         |
| 2004  | Luther Henderson (en) | piano                         |       |         |
| 2004  | Nancy Wilson          | voix                          |       |         |
| 2004  | Nat Hentoff           | critique de jazz, journaliste |       |         |
| 2005  | Kenny Burrell         | guitare                       |       |         |
| 2005  | Paquito D'Rivera      | saxophone                     |       |         |
| 2005  | Slide Hampton         | trombone                      |       |         |
| 2005  | Shirley Horn          | piano                         |       |         |
| 2005  | Artie Shaw            | clarinette                    |       |         |
| 2005  | Jimmy Smith           | orgue Hammond                 |       |         |
| 2005  | George Wein           | piano, impresario             |       |         |
| 2006  | Ray Barretto          | conga, percussions            |       |         |
| 2006  | Tony Bennett          | voix                          |       |         |
| 2006  | Bob Brookmeyer        | trombone                      |       |         |
| 2006  | Chick Corea           | piano                         |       |         |
| 2006  | Buddy DeFranco        | clarinette                    |       |         |
| 2006  | Freddie Hubbard       | trompette                     |       |         |
| 2006  | John Levy             | contrebasse                   |       |         |
| 2007  | Toshiko Akiyoshi      | piano                         |       |         |
| 2007  | Curtis Fuller         | trombone                      |       |         |
| 2007  | Ramsey Lewis          | piano                         |       |         |
| 2007  | Jimmy Scott           | voix                          |       |         |
| 2007  | Frank Wess            | saxophone, flute              |       |         |
| 2007  | Phil Woods            | saxophone                     |       |         |
| 2007  | Dan Morgenstern       | critique jazz                 |       |         |
| 2008  | Candido Camero        | percussions                   |       |         |
| 2008  | Andrew Hill           | piano                         |       |         |
| 2008  | Quincy Jones          | trompette                     |       |         |
| 2008  | Tom McIntosh (en)     | trombone                      |       |         |
| 2008  | Joe Wilder            | trompette                     |       |         |
| 2008  | Gunther Schuller      | cor d'harmonie                |       |         |
| 2009  | George Benson         | guitare, voix                 |       |         |
| 2009  | Jimmy Cobb            | batterie                      |       |         |
| 2009  | Lee Konitz            | saxophone                     |       |         |
| 2009  | Toots Thielemans      | harmonica                     |       |         |
| 2009  | Snooky Young          | trompette                     |       |         |
| 2009  | Rudy Van Gelder       | ingénieur du son              |       |         |

### Années 2010
| Année | Artiste              | Spécialité         | Notes                                                                         | Lauréat |
| ----- | -------------------- | ------------------ | ----------------------------------------------------------------------------- | ------- |
| 2010  | Muhal Richard Abrams | piano              |                                                                               |         |
| 2010  | George Avakian       | production         |                                                                               |         |
| 2010  | Kenny Barron         | pianiste           |                                                                               |         |
| 2010  | Bill Holman          | saxophoniste       |                                                                               |         |
| 2010  | Bobby Hutcherson     | vibraphone         |                                                                               |         |
| 2010  | Yusef Lateef         | saxophone, flute   |                                                                               |         |
| 2010  | Annie Ross           | voix               |                                                                               |         |
| 2010  | Cedar Walton         | piano              |                                                                               |         |
| 2011  | Hubert Laws          | flute              | Le concert et la cérémonie se déroulent au Jazz at Lincoln Center à New York. |         |
| 2011  | David Liebman        | saxophone          |                                                                               |         |
| 2011  | Johnny Mandel        | trompette          |                                                                               |         |
| 2011  | Orrin Keepnews       | production         |                                                                               |         |
| 2011  | Ellis Marsalis (en)  | piano              |                                                                               |         |
| 2011  | Branford Marsalis    | saxophone          |                                                                               |         |
| 2011  | Wynton Marsalis      | trompette          |                                                                               |         |
| 2011  | Delfeayo Marsalis    | trombone           |                                                                               |         |
| 2011  | Jason Marsalis       | batterie           |                                                                               |         |
| 2012  | Jack DeJohnette      | batterie           |                                                                               |         |
| 2012  | Von Freeman          | saxophone          |                                                                               |         |
| 2012  | Charlie Haden        | contrebasse        |                                                                               |         |
| 2012  | Sheila Jordan        | voix               |                                                                               |         |
| 2012  | Jimmy Owens (en)     | trompette          |                                                                               |         |
| 2013  | Mose Allison         | piano              |                                                                               |         |
| 2013  | Lou Donaldson        | saxophone          |                                                                               |         |
| 2013  | Lorraine Gordon (en) | Dirigeante de club |                                                                               |         |
| 2013  | Eddie Palmieri       | piano              |                                                                               |         |

### Années 2020
| Année | Artiste               | Spécialité                               | Notes | Lauréat |
| ----- | --------------------- | ---------------------------------------- | ----- | ------- |
| 2020  | Dorthaan Kirk         |                                          |       |         |
| 2020  | Bobby McFerrin        | voix                                     |       |         |
| 2020  | Roscoe Mitchell       | saxophone                                |       |         |
| 2020  | Reggie Workman        | contrebasse                              |       |         |
| 2021  | Terri Lyne Carrington | batterie                                 |       |         |
| 2021  | Albert Heath          | batterie                                 |       |         |
| 2021  | Phil Schaap           | voix                                     |       |         |
| 2021  | Henry Threadgill      | saxophone, clarinette, flute, percussion |       |         |
| 2022  | Billy Hart            | percussion, batterie                     |       |         |
| 2022  | Donald Harrison       | saxophone                                |       |         |
| 2022  | Stanley Clarke        | basse, contrebasse                       |       |         |
| 2022  | Cassandra Wilson      | voix                                     |       |         |
| 2023  | Regina Carter         | violon                                   |       |         |
| 2023  | Kenny Garrett         | saxophone                                |       |         |
| 2023  | Louis Hayes           | batterie                                 |       |         |
| 2023  | Sue Mingus            | production                               |       |         |
| 2024  | Gary Bartz            | saxophone, clarienette                   |       |         |
| 2024  | Terence Blanchard     | trompette                                |       |         |
| 2024  | Willard Jenkins       |                                          |       |         |
| 2024  | Amina Claudine Myers  | piano, orgue                             |       |         |
| 2025  | Marshall Allen        | saxophone, flute, hautbois               |       |         |
| 2025  | Marilyn Crispell      | piano                                    |       |         |
| 2025  | Chucho Valdés         | piano                                    |       |         |
| 2025  | Gary Giddins          | critique                                 |       |         |